# Boloria
Genre
Sous-genres de rang inférieur
- Boloria
- Proclossiana
- Clossiana

Boloria est un genre de lépidoptères de la famille des Nymphalidae et de la sous-famille des Heliconiinae.
De répartition holarctique, il comprend une quarantaine d'espèces réparties dans trois sous-genres (Boloria, Proclossiana et Clossiana), qui sont souvent traités comme des genres distincts.

## Systématique et phylogénie

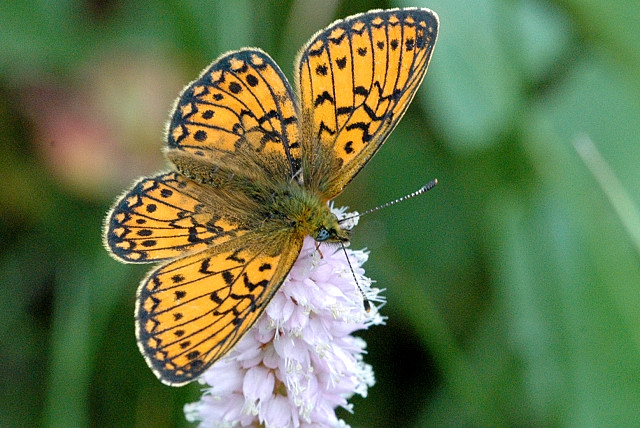
Boloria (Proclossiana) eunomia, le Nacré de la bistorte

Le genre Boloria a été décrit par l'entomologiste britannique Frederic Moore en 1900. L'espèce type pour le genre est Papilio pales [Denis & Schiffermüller], 1775.
Les contours de ce genre ont toujours été débattus, certains auteurs définissant un genre Boloria restreint qu'ils opposent aux genres Clossiana Reuss, 1920 et Proclossiana Reuss, 1926, et d'autres auteurs préférant englober tous ces taxons dans un genre Boloria élargi. 
Les connaissances sur la phylogénie et l'histoire évolutive de ce groupe ont beaucoup progressé dans les années 2000, grâce à des études fondées sur des critères morphologiques et moléculaires,.
Ces études ont privilégié la conception large du genre Boloria et l'ont divisé en trois sous-genres : Boloria s. str., Proclossiana et Clossiana.
Le genre Boloria et ses trois sous-genres apparaissent comme monophylétiques, et Boloria s. str. et Proclossiana sont des groupes frères.

## Description
Les imagos du genre Boloria sont des papillons de taille petite à moyenne.
Comme chez la plupart des Argynnini, le dessin de base de leur face supérieure consiste en un fond fauve orangé orné de plusieurs rangées de points, tirets ou chevrons noirs, dont la forme et l'agencement diffère selon les espèces.
Le revers de l'aile postérieure peut présenter différents motifs de couleur blanche, crème, rousse, brune ou violacée, également caractéristiques de chaque espèce.
Par rapport aux autres Argynnini, la silhouette se caractérise par des ailes assez allongées, généralement anguleuses dans le sous-genre Boloria et arrondies dans les sous-genres Proclossiana et Clossiana.

## Répartition et habitats
Le genre Boloria est holarctique, ce qui signifie que ses espèces sont répandues dans l'hémisphère nord, dans les écozones paléarctique (en Eurasie) et néarctique (en Amérique du Nord).
La plupart des espèces sont inféodées aux milieux froids, la plus grande diversité se trouvant dans les massifs montagneux et dans les régions arctiques.

## Liste des espèces

### Sous-genreBoloriaMoore, 1900
- Boloria (Boloria) alaskensis (Holland, 1900) — Sibérie et Amérique arctiques, Rocheuses — parfois considérée comme une sous-espèce de B. napaea[4]
- Boloria (Boloria) altaica (Grum-Grshimailo, 1893) — de l'Altaï à la Transbaïkalie — parfois considérée comme une sous-espèce de B. napaea
- Boloria (Boloria) aquilonaris (Stichel, 1908) — le Nacré de la canneberge — de l'Europe à l'Ouest de la Sibérie et au Kazakhstan
- Boloria (Boloria) banghaasi Seitz, [1909] — de l'Altaï au Kamtchatka — statut incertain, souvent considérée comme une sous-espèce de B. aquilonaris[5]
- Boloria (Boloria) caucasica (Lederer, 1852) — Caucase, Turquie
- Boloria (Boloria) frigidalis Warren, 1944 — Altaï, Touva, Mongolie
- Boloria (Boloria) generator (Staudinger, 1886) — Pamir, monts Tian, Himalaya — statut incertain, souvent considérée comme une sous-espèce de B. sipora[6]
- Boloria (Boloria) graeca (Staudinger, 1870) — le Nacré des Balkans — Alpes, Balkans
- Boloria (Boloria) napaea (Hoffmannsegg, 1804) — le Nacré des renouées — Pyrénées, Alpes, Scandinavie
- Boloria (Boloria) neopales (Nakahara, 1926) — Sakhaline — statut incertain, peut-être conspécifique avec B. banghaasi[5]
- Boloria (Boloria) pales ([Denis & Schiffermüller], 1775) — le Nacré subalpin — montagnes d'Europe tempérée, Asie centrale, Chine — Les sous-espèces eupales (Tibet), sifanica (Qinghai, Gansu) et palina (Sichuan) sont parfois considérées comme des espèces distinctes.
- Boloria (Boloria) purpurea Churkin, 1999 — monts Bargouzine
- Boloria (Boloria) roddi Kosterin, 2000 — Altaï — statut incertain, souvent considérée comme une sous-espèce de B. banghaasi[5]
- Boloria (Boloria) sipora (Moore, 1875) — Pamir

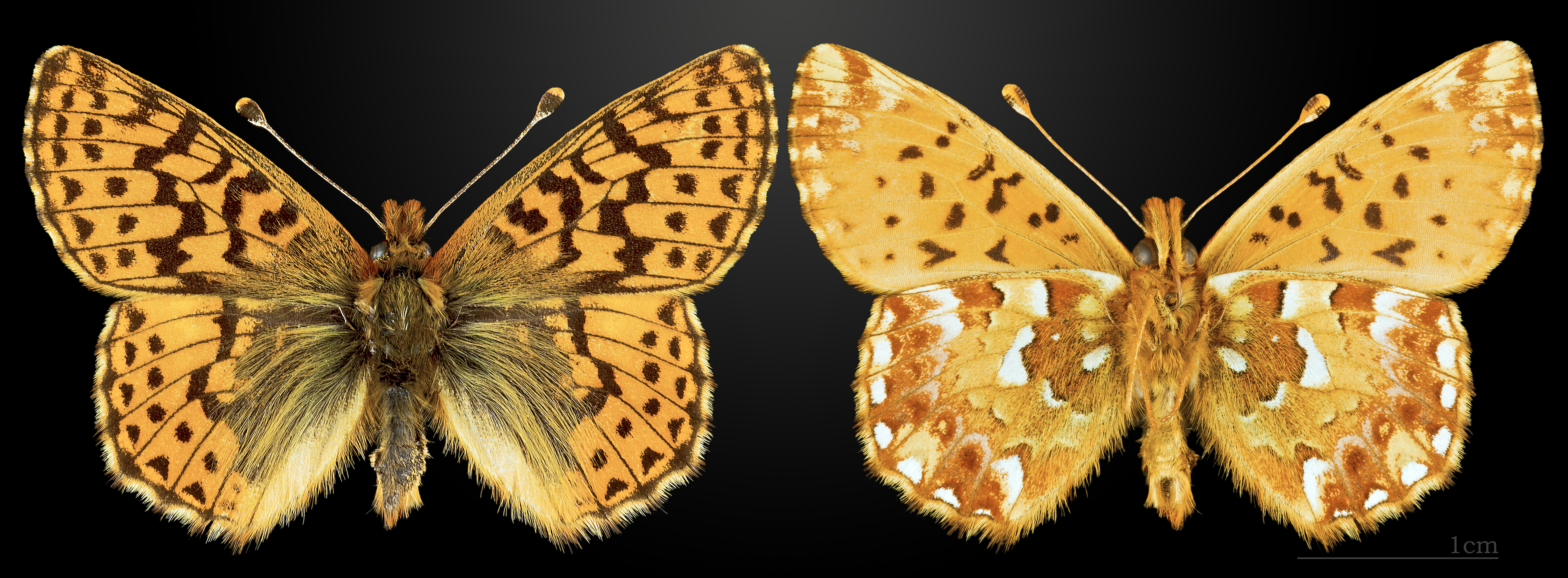
Boloria (Boloria) aquilonaris, le Nacré de la canneberge
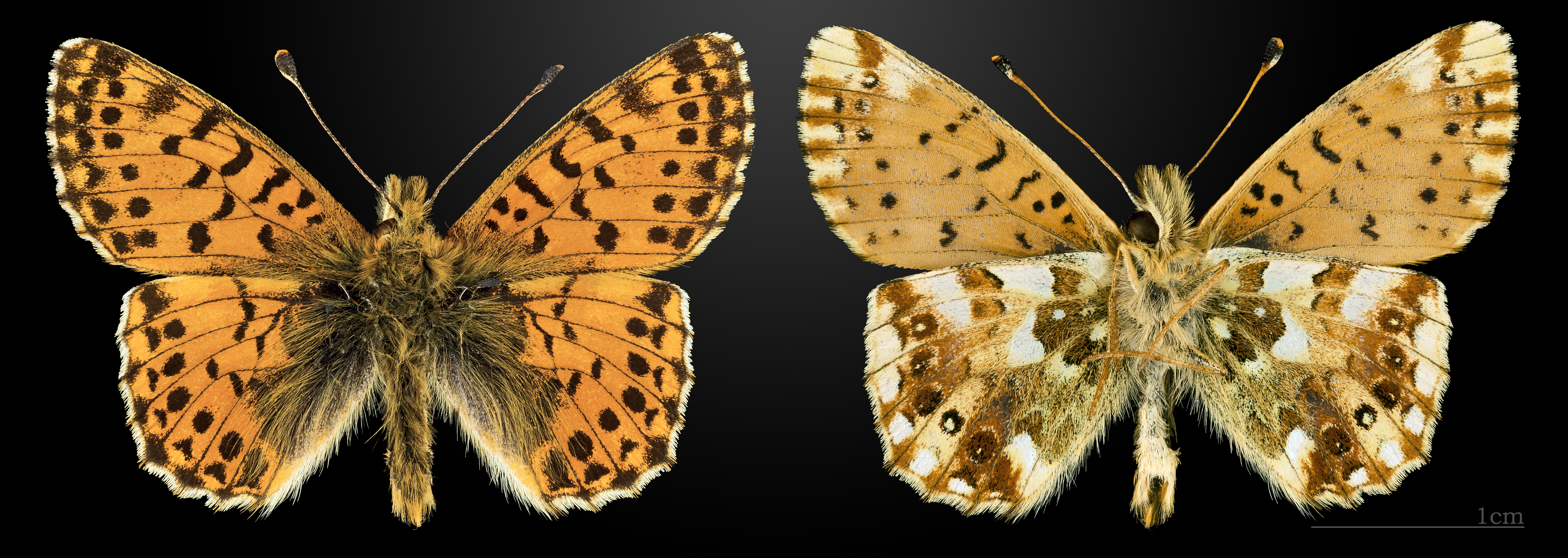
Boloria (Boloria) graeca, le Nacré des Balkans
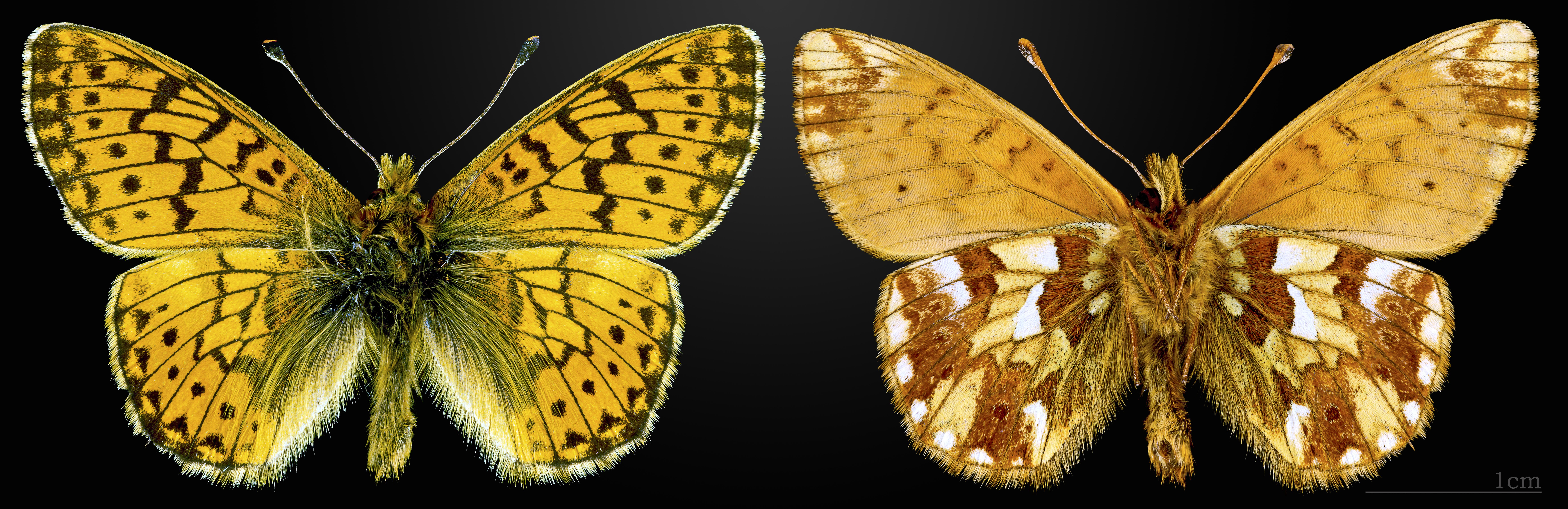
Boloria (Boloria) napaea, le Nacré des renouées
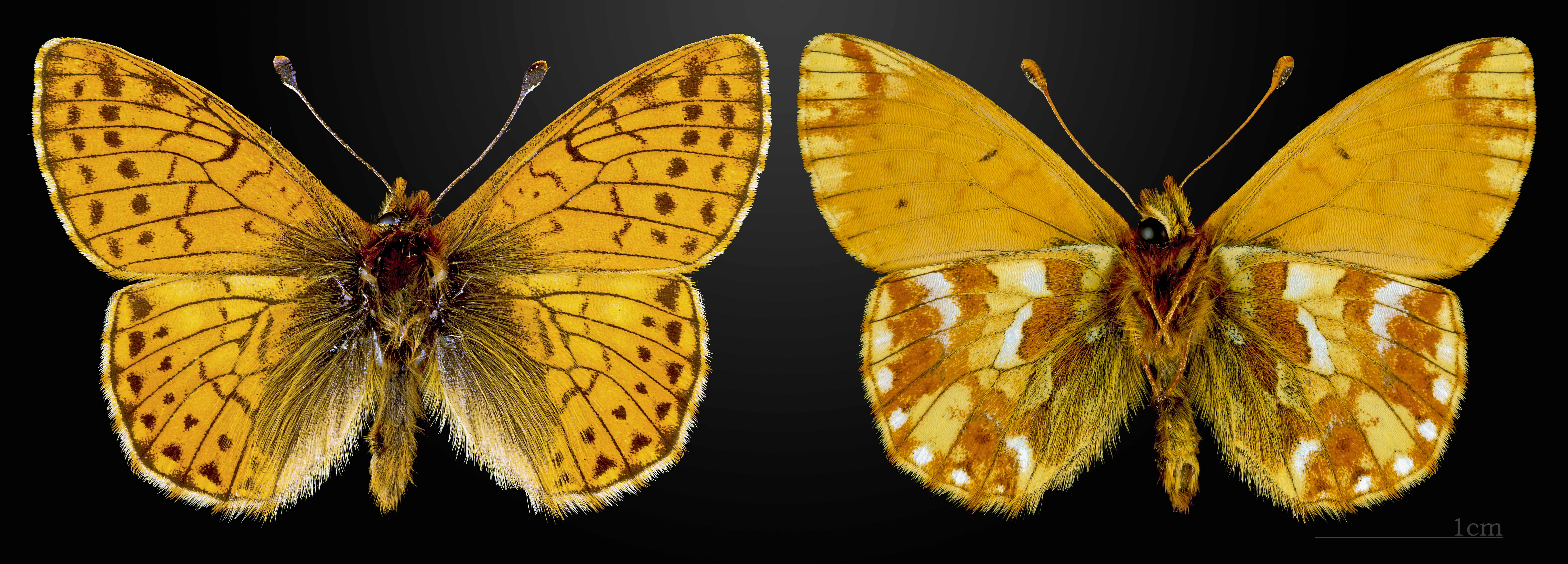
Boloria (Boloria) pales, le Nacré subalpin

### Sous-genreProclossianaReuss, 1926
- Boloria (Proclossiana) eunomia (Esper, 1800) — le Nacré de la bistorte — Eurasie tempérée et boréale, Amérique du Nord

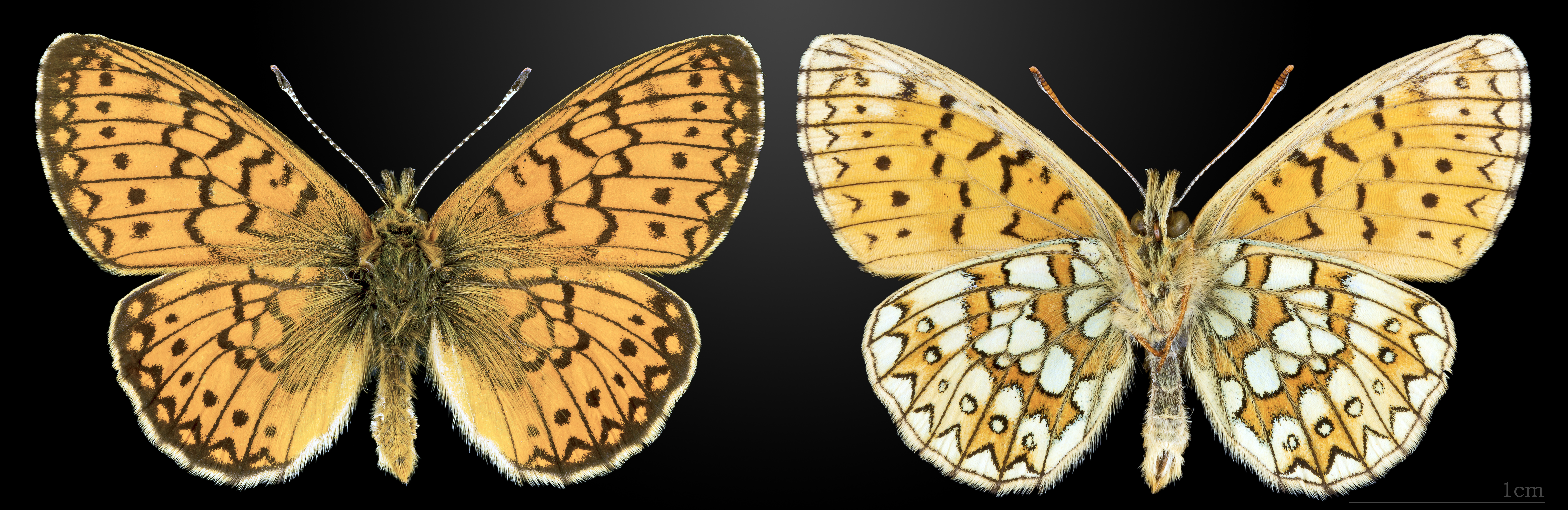
Boloria (Proclossiana) eunomia, le Nacré de la bistorte

### Sous-genreClossianaReuss, 1920
- Boloria (Clossiana) alberta (Edwards, 1890) — Tchoukotka, Nord-Ouest de l'Amérique du Nord
- Boloria (Clossiana) angarensis (Erschoff, 1870) — Sibérie, Chine, Corée
- Boloria (Clossiana) astarte (Doubleday, [1848]) — Nord-Ouest de l'Amérique du Nord
- Boloria (Clossiana) bellona (Fabricius, 1775) — le Boloria des prés — Nord de l'Amérique du Nord
- Boloria (Clossiana) butleri (Edwards, 1883) — Tchoukotka, Amérique arctique — statut incertain, souvent considérée comme une sous-espèce de B. chariclea
- Boloria (Clossiana) chariclea (Schneider, 1794) — le Nacré lapon — Eurasie arctique, Nord de l'Amérique du Nord
- Boloria (Clossiana) dia (Linnaeus, 1767) — la Petite violette — Eurasie tempérée
- Boloria (Clossiana) distincta (Gibson, 1920) — Sibérie, Alaska, Canada — statut incertain, souvent considérée comme une sous-espèce de B. astarte[7]
- Boloria (Clossiana) elatus (Staudinger, 1892) — Transbaïkalie — statut incertain, souvent considérée comme une sous-espèce de B. tritonia[8]
- Boloria (Clossiana) epithore (Edwards, 1864) — Ouest de l'Amérique du Nord
- Boloria (Clossiana) erda (Christoph, 1893) — Nord-Est de l'Asie
- Boloria (Clossiana) erubescens (Staudinger, 1901) (= hegemone Staudinger, 1881) — Asie centrale
- Boloria (Clossiana) euphrosyne (Linnaeus, 1758) — le Grand collier argenté — Eurasie tempérée
- Boloria (Clossiana) freija (Thunberg, 1791) — le Nacré de l'orcette — Eurasie boréale, Nord de l'Amérique du Nord
- Boloria (Clossiana) frigga (Thunberg, 1791) — le Nacré boréal — Scandinavie, Asie centrale et orientale, Nord de l'Amérique du Nord
- Boloria (Clossiana) gong (Oberthür, 1884) — Chine
- Boloria (Clossiana) improba (Butler, 1877) — le Nacré nébuleux — circumpolaire arctique, Rocheuses
- Boloria (Clossiana) iphigenia (Graeser, 1888) — Asie orientale
- Boloria (Clossiana) jerdoni (Lang, 1868) — Himalaya
- Boloria (Clossiana) kriemhild (Strecker, 1879) – Rocheuses américaines
- Boloria (Clossiana) matveevi (Gorbunov & Korshunov, 1995) — Altaï
- Boloria (Clossiana) natazhati (Gibson, 1920) — Nord-Ouest du Canada
- Boloria (Clossiana) oscarus (Eversmann, 1844) — Sibérie, Mongolie, Nord de la Chine
- Boloria (Clossiana) perryi (Butler, 1882) — sud de l'Oussouri, Corée
- Boloria (Clossiana) polaris (Boisduval, 1828) — le Nacré polaire — circumpolaire arctique
- Boloria (Clossiana) selene ([Denis & Schiffermüller], 1775) — le Petit collier argenté — Eurasie tempérée et boréale, Amérique du Nord
- Boloria (Clossiana) selenis (Eversmann, 1837) — Nord et Nord-Est de l'Asie
- Boloria (Clossiana) thore (Hübner, 1803) — le Nacré noirâtre — Alpes, Scandinavie, Asie centrale et orientale
- Boloria (Clossiana) titania (Esper, [1793]) — le Nacré porphyrin — Eurasie tempérée
- Boloria (Clossiana) tritonia (Böber, 1812) — du lac Baïkal à l'Oussouri

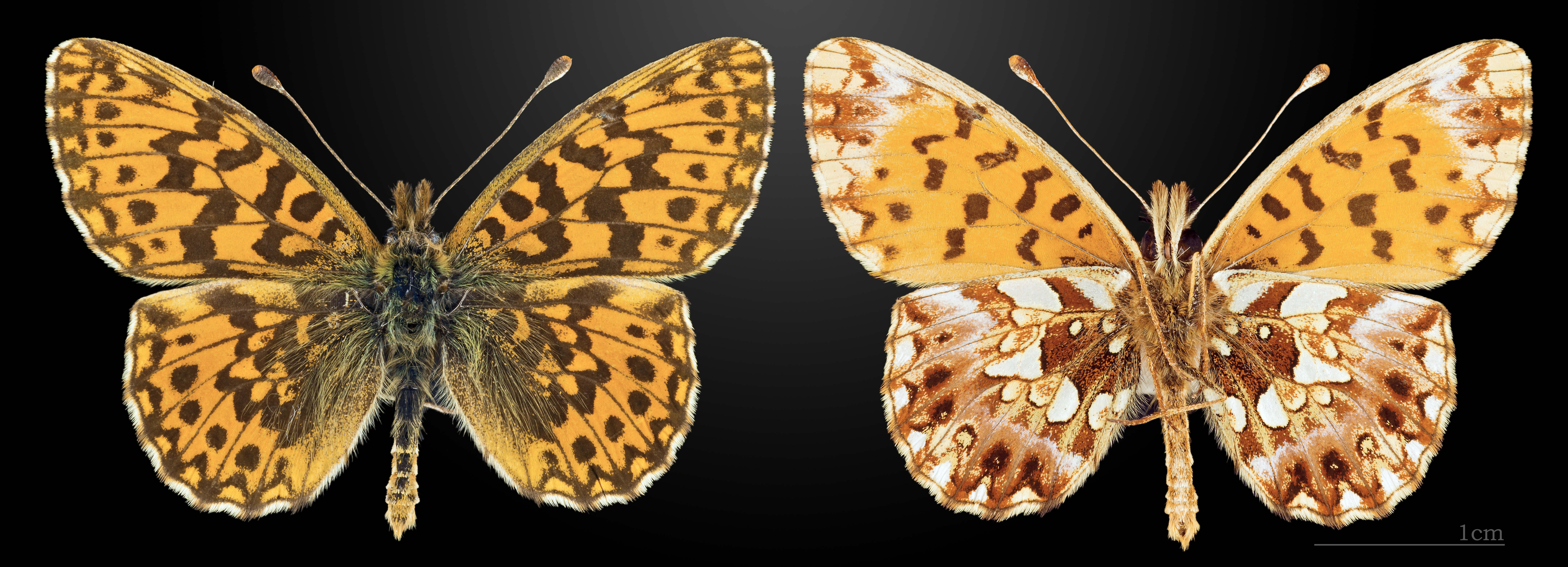
Boloria (Clossiana) dia, la Petite violette
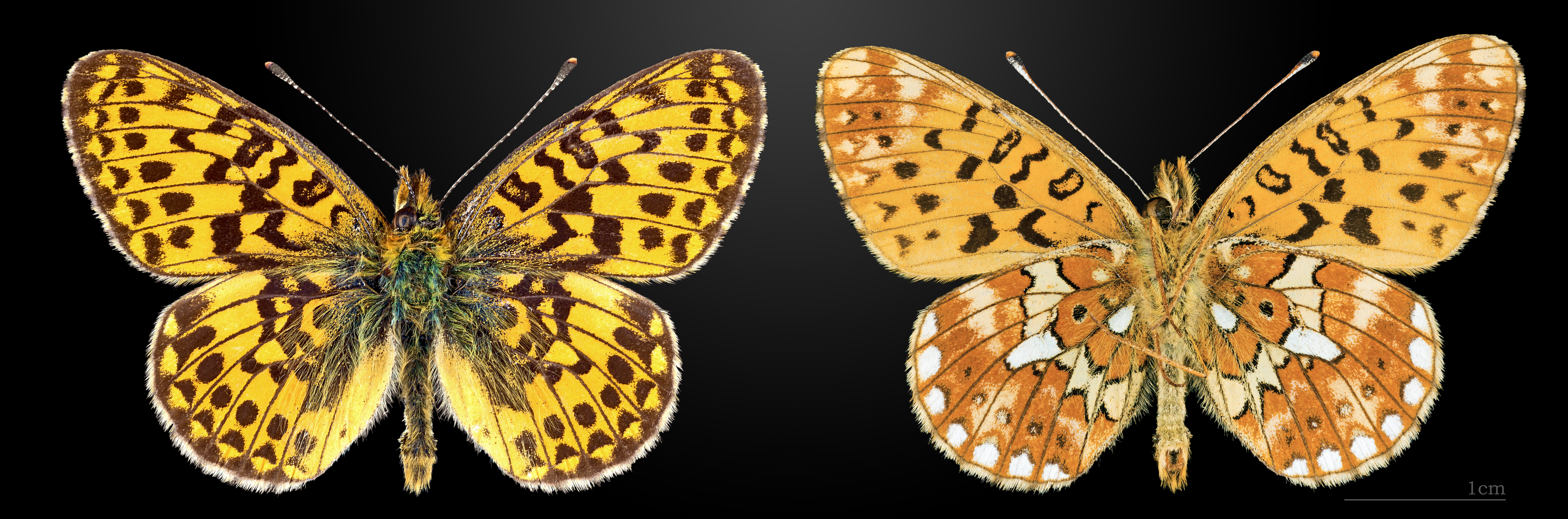
Boloria (Clossiana) euphrosyne, le Grand collier argenté
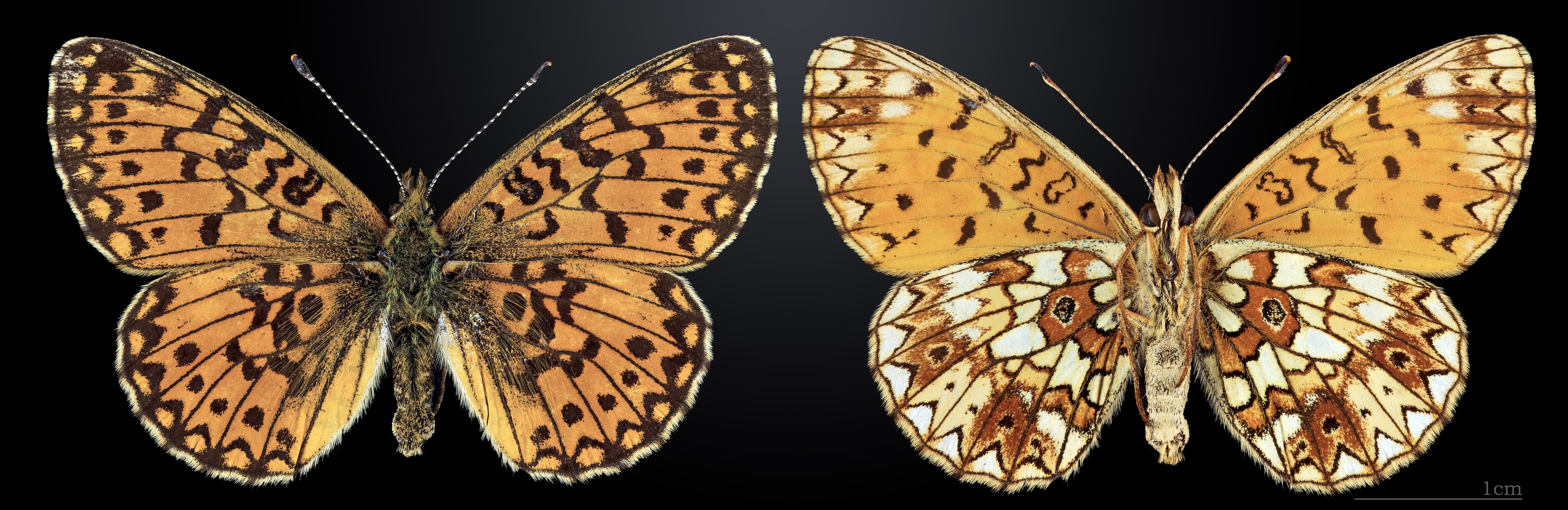
Boloria (Clossiana) selene, le Petit collier argenté
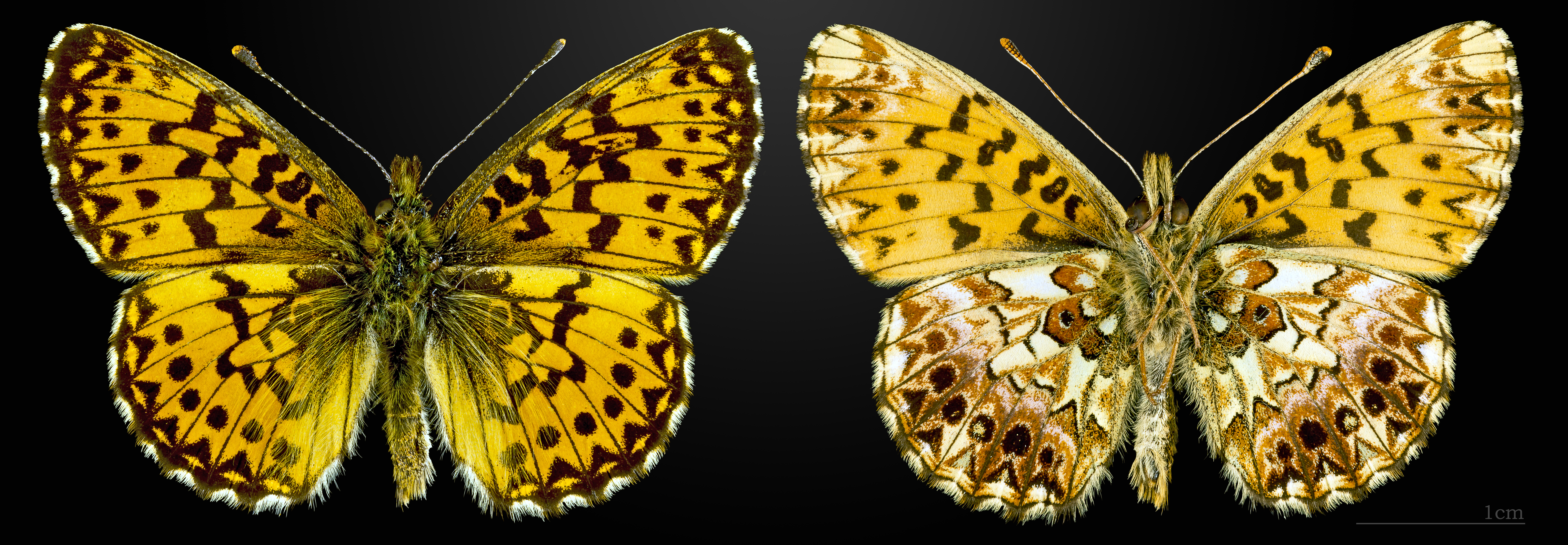
Boloria (Clossiana) titania, le Nacré porphyrin
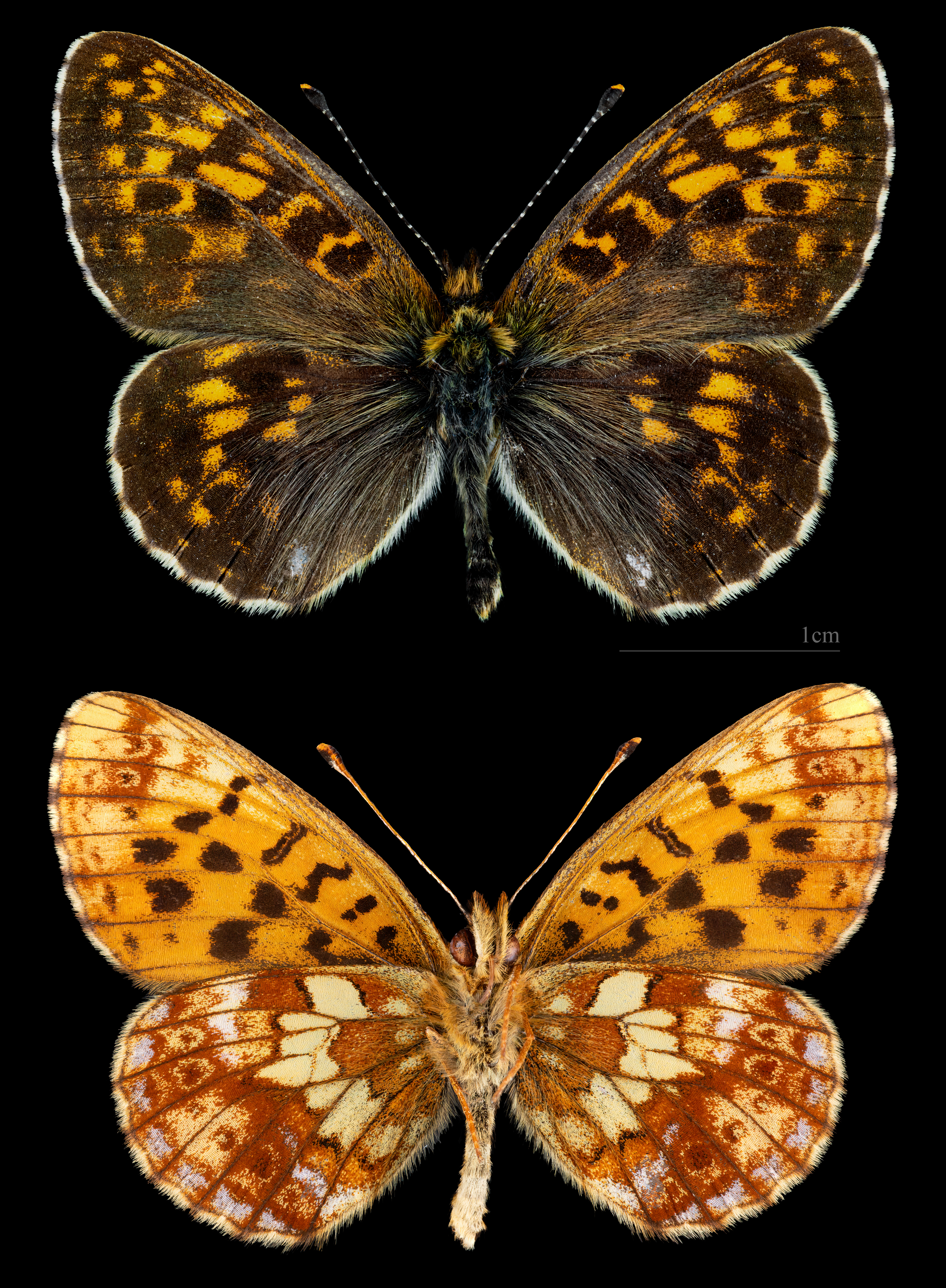
Boloria (Clossiana) thore, le Nacré noirâtre